# Rock Sound
Rock Sound – miasto na Bahamach, na wyspie Eleuthera. Według danych szacunkowych na rok 2008 liczy 1432 mieszkańców. Ośrodek turystyczny. Znajduje się tu port lotniczy Rock Sound.